# Chronologie des attentats en France en 2016
Pour un article plus général, voir Chronologie des actes terroristes en France.
Cette page présente une chronologie des attentats ou projets d'attentat durant l'année 2016.

## Attentats

### Janvier
| Date           | Lieu                         | Description |
| -------------- | ---------------------------- | --- |
| 1er janvier    | Valence (Drôme)              | Attaque à la voiture-bélier contre des militaires en faction devant la mosquée. Un soldat est blessé et un fidèle du lieu de culte est blessé par une balle perdue tirée par un des militaires. Le conducteur, un homme de 32 ans, est grièvement blessé par les tirs de riposte. Il explique son geste par la volonté de tuer des militaires. Des images de propagande djihadiste sont retrouvées sur son ordinateur. |
| 7 janvier 2016 | Paris, 18e arrondissement    | Attaque à la hache contre des policiers au commissariat de la Goutte d'or dans le 18e arrondissement de Paris, par Tarek Belgacem, un Tunisien de 24 ans, qui a été aussitôt abattu par la police. L'assaillant portait une ceinture d'explosif factice et une lettre de revendication au nom de l'État islamique. Les enquêteurs ont aussi découvert sur son portable une image du drapeau de Daesh . |
| 11 janvier     | Marseille (Bouches-du-Rhône) | Attaque à la machette contre un enseignant juif portant une kippa par un adolescent de 15 ans se revendiquant soutien de l’État islamique. L'enseignant parvient à se défendre en parant les coups avec un exemplaire de la Torah. Il ne souffre que de blessures légères mais garde de fortes séquelles psychologiques. En mars 2017, l'agresseur est condamné à sept ans de prison et cinq ans de suivi sociojudiciaire dans ce qui est le premier procès terroriste criminel devant le tribunal pour enfants de Paris. |

### Avril
| Date     | Lieu                  | Description |
| -------- | --------------------- | --- |
| 24 avril | Strasbourg (Bas-Rhin) | Un militaire de l'opération Sentinelle a été légèrement blessé à la joue au cutter samedi soir dans la gare de Strasbourg, par un homme qui a tenu des propos en arabe et a réussi à prendre la fuite. Les motivations terroristes de l'attaque sont débattues. |

### Juin
| Date    | Lieu                   | Description |
| ------- | ---------------------- | --- |
| 13 juin | Magnanville (Yvelines) | Le double assassinat du 13 juin 2016 est perpétré par Larossi Abballa, qui attaque un commandant de police et sa compagne également fonctionnaire de police, à l'arme blanche à leur domicile. Le RAID intervient et abat le terroriste présumé, tandis que le fils du couple est retrouvé vivant dans la maison. Le soir, le parquet antiterroriste de Paris se saisit de l'enquête et dans la nuit, Daech revendique l'action par la voie de son agence. Le meurtrier, déjà condamné pour divers délits, et pour « association de malfaiteurs avec une entreprise terroriste » dans le cadre d'une filière djihadiste au Pakistan, avait suivi et surveillé ses victimes au préalable. |

### Juillet
| Date       | Lieu                                      | Description |
| ---------- | ----------------------------------------- | --- |
| 14 juillet | Nice (Alpes-Maritimes)                    | L'attentat du 14 juillet 2016, perpétré par Mohamed Lahouaiej Bouhlel, est commis au moyen d'un poids lourd parcourant deux kilomètres sur la promenade des Anglais au travers d'une foule de personnes à l'issue du feu d'artifice donné pour la Fête nationale française. Le conducteur est abattu par les policiers. L'État islamique revendique l'attaque le 16 juillet. Le bilan est de 86 morts dont une dizaine d'enfants et 434 blessés. |
| 26 juillet | Saint-Étienne-du-Rouvray (Seine-Maritime) | Attentat de l'église de Saint-Étienne-du-Rouvray perpétré par deux individus armés de couteaux prenant en otage un prêtre, deux religieuses et deux paroissiens dans une église. Les preneurs d’otage égorgent le prêtre et tentent de tuer un paroissien qui est grièvement blessé. Les deux terroristes sont abattus par la BRI. L'État islamique revendique l'attaque.                                                                        |

## Tentatives d'attentat déjouées
| Date        | Lieu                                             | Description |
| ----------- | ------------------------------------------------ | --- |
| 24 mars     | Argenteuil (Val-d'Oise)                          | Attentat déjoué avant l'Euro-2016, Reda Kriket est arrêté alors qu'il préparait un attentat à un stade avancé sur le sol français. Un deuxième homme, Abderahmane Ameuroud, en relation avec la préparation de l'attentat d'Argenteuil est arrêté le lendemain à Bruxelles en Belgique. Un autre homme, Anis Bahri, est arrêté à Rotterdam, son numéro de téléphone avait été retrouvé dans l'appartement d'Argenteuil. Le djihadiste français Boubaker El Hakim est suspecté d’être impliqué « dans la conception et la direction du projet » de Reda Kriket que le procureur François Molins avait décrit comme « la commission d'une action d'une extrême violence ». Le 4 mai 2017, la Belgique remet à la France trois complices présumés interpellés le 25 mars 2016 à Bruxelles. Ils sont mis en examen et écroués en France. |
| 13 juin     | Carcassonne                                      | Vers 21 heures, un homme de 22 ans fiché S proche du groupe Front-al-Nosra est interpellé in extremis en gare de Carcassonne en possession d'un couteau et d'un marteau. En garde à vue le suspect a déclaré vouloir s'en prendre à des touristes anglais ou américain ainsi qu'a des forces de l'ordre. |
| 3 septembre | Metz                                             | Attentats déjoués à Metz de deux Marocains, Redouane Dahbi et Ayyoub Sadki, voulant perpétrer plusieurs attaques dont à l'arme à feu dans des restaurants et une boîte de nuit, une avec un camion-bélier, ainsi qu'une autre brûlant des immeubles. Les deux suspects sont arrêtés au Maroc. Ces attaques seraient encadrées par l'État islamique. |
| 4 septembre | Rue de la Bûcherie (5e arrondissement de Paris). | Atentat terroriste non-aboutie de la cathédrale Notre-Dame de Paris commanditée par l'État islamique, à l'aide d'une voiture piégée par un commando de trois femmes, envisageant aussi d'attaquer la gare de Lyon à Paris et celle de Boussy Saint-Antoine par des projets « d'attentat kamikaze », ainsi qu'à des policiers9. |
| 19 novembre | Strasbourg (Bas-Rhin)                            | Attentat déjoués d'un commando de quatre hommes, téléguidé par l'État islamique, est arrêté par le RAID à Strasbourg. Ils s'apprêtaient à attaquer le 1er décembre et envisageaient plusieurs cibles à Paris : le siège de la police judiciaire parisienne, le marché de Noël des Champs-Élysées, le parc d'attractions Disneyland Paris, des terrasses de cafés dans le nord-est de la capitale, une station de métro parisien et plusieurs lieux de cultes. Plusieurs armes ont été retrouvées lors des perquisitions, dont un pistolet-mitrailleur et des pistolets automatiques. |
| 20 novembre | Marseille (Bouches-du-Rhône)                     | Deux personnes sont arrêtées dans le cadre d'une opération anti-terroriste, qui auraient projeté un attentat dans les marchés de Noël. Des armes et des revendications faisant allégeance à l'État islamique ont été retrouvées lors de la perquisition. L'attentat commandité par l'État islamique devait être simultané avec les personnes interpellées la veille à Strasbourg. |